# 세진여객
세진여객(世進旅客)은 부산광역시의 시내버스 운송 업체이다. 본사는 부산광역시 금정구 중앙대로 2310 (노포동)에 있다. 대부분의 노선이 정관신도시에서 기점으로 하는 노선으로 운행한다. 방계회사로는 삼화피티에스와 삼성여객, 대진여객이 있다. 최근에 현대 일렉시티 전기버스를 출고하여 보유 중에 있다.

## 주요 연혁
- 1976년 12월 29일: 삼화PTS에서 분리하여 설립.
- 2016년 3월 19일: 본사를 노포동의 금정 공영차고지로 이전.

## 차고지
- 부산광역시 금정구 중앙대로 2310 (노포동) (금정 공영차고지(본사): 29번, 80번, 300번 시종착 및 운행노선관리)
- 부산광역시 기장군 정관읍 가동옛길 16 (정관영업소: 73번, 106번, 107번, 184번, 188번 시종착 및 운행노선관리)

## 운행 노선

### 시내버스
- ● 29번 : 금정공영차고지 ↔ 부산외국어대학교 ↔ 부산대학교 ↔ 서동고개 ↔ 안락초등학교 ↔ 동래경찰서 ↔ 부산시청 ↔ 서면 ↔ 범내골역 ↔ 범일초등학교 ↔ 안창마을
- ● 73번 : 정관읍(가동마을) ↔ 달산초등학교 ↔ 현진에버빌 ↔ 매곡 ↔ 웅천 ↔ 철마면사무소 ↔ 이곡 ↔ 점현 ↔ 갈치고개 ↔ 안평역 ↔ 반송(윗반송역)(오전 3회 롯데백화점 동래점까지 운행)
- ● 80번 : 금정공영차고지 ↔ 범어사입구 ↔ 부산외국어대학교 ↔ 부산대학교 ↔ 온천장 ↔ 미남역 ↔ 사직운동장 ↔ 거제해맞이역 ↔ 서면 ↔ 부산진시장(이 노선은 삼신교통과 공동배차한다.)
- ● 106번 : 정관읍(가동마을) ↔ 정관산업로 ↔ 반여농산물도매시장 ↔ 충렬사역 ↔ 연산교차로 ↔ 부산시청 ↔ 서면 ↔ 롯데호텔 부산(2023년 11월 11일 1010번에서 번호 변경)
- ● 107번 : 정관읍(가동마을) ↔ 달산초등학교 ↔ 모전초등학교 ↔ 철마면사무소 ↔ 반여농산물시장역 ↔ 삼어교입구(선수촌아파트) ↔ 왕자맨션 ↔ 해운대경찰서 ↔ 센텀시티역.벡스코
- ● 184번 : 정관(가동마을) ↔ 정관신도시 롯데캐슬 ↔ 달산마을 ↔ 한국폴리텍동부산캠퍼스 ↔ 웅천리 ↔ 철마면사무소 ↔ 회동석대산단 ↔ 회동동 ↔ 반여농산물시장역
- ● 188번 : 정관읍(가동마을) ↔ 모전초등학교 ↔ 정관읍사무소.기장소방서 ↔ 동남권원자력의학원 ↔ 임랑삼거리 ↔ 칠암리 ↔ 일광역 ↔ 기장군청 ↔ 청강사거리 ↔ 기장중학교.기장시장 ↔ 교리초등학교 ↔ 안평역
- ● 300번 : 금정공영차고지 ↔ 노포동터미널 ↔ 금정구청 ↔ 장전역 ↔ 산성터널 ↔ 화명역 ↔ 방송통신대학교 ↔ 구포시장 (이 노선은 삼신교통, 화신여객과 공동배차한다.)

## 보유 차량
전 차량이 우진산전과 현대자동차의 버스 차종으로 운용한다.
- 아폴로 1100
- 뉴 슈퍼 에어로시티
- 저상 뉴 슈퍼 에어로시티
- 현대 일렉시티
- 유니버스 스페이스 엘레강스
- 뉴 프리미엄 유니버스 엘레강스

## 갤러리

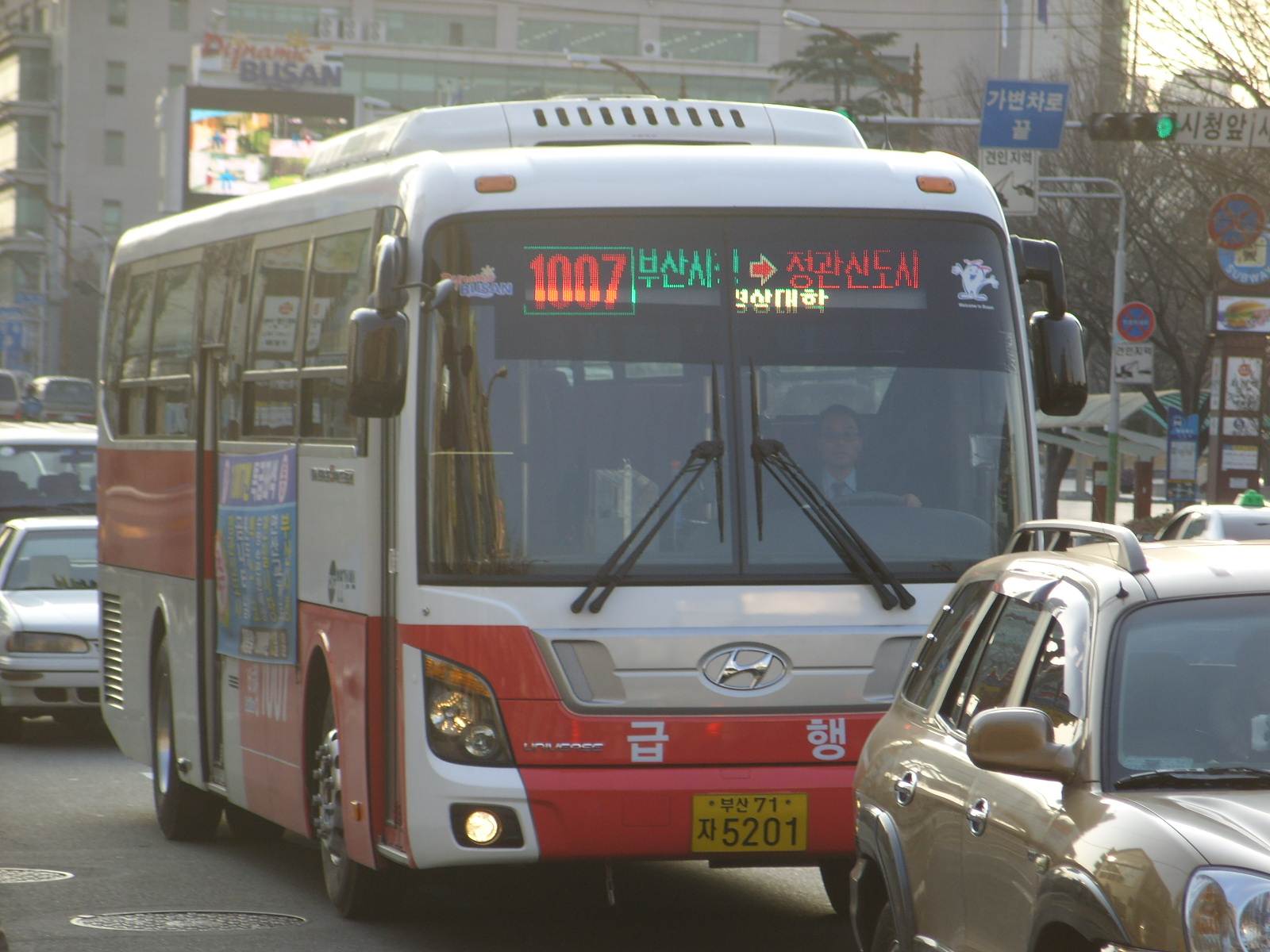
부산시내버스 1007번(107번으로 형간전환되기 이전)

## 같이 보기
- 신한여객
- 한창여객
- 삼진여객
- 세익여객
- 유한여객
- 화신여객
- 삼신교통
- 부일여객
- 삼화피티에스
- 삼성여객
- 영신여객
- 세성교통